# Selina Gasparin
Selina Gasparin, född 3 april 1984 i Samedan, är en schweizisk skidskytt. Hon gjorde världscupdebut i Östersund den 26 november 2005 efter att ha hållit på med längdåkning tidigare. Från 2010 ingår hon i det schweiziska landslaget. Fram till säsongen 2013/2014 hade hon inte tagit någon pallplats. Det var dock nu som hennes stora genombrott kom med sprintseger i både Hochfilzen och Le Grand-Bornand. 
Hon har två systrar som också är skidskyttar, Elisa och Aita. Alla tre ingick i det schweiziska damstafettlaget på VM 2013 som slutade på 13:e plats.